# World Boxing
World Boxing es una organización deportiva internacional que regula el boxeo amateur (estilo olímpico). Se formó como respuesta a la ruptura de las relaciones entre el Comité Olímpico Internacional (COI) y la Asociación Internacional de Boxeo (IBA), liderada por Rusia, por problemas de gobernanza e integridad en esta última aunque se intentó últimamente volver a formar relaciones entre el Comité Olímpico internacional y la Asociación Internacional de Boxeo.
World Boxing está haciendo campaña para mantener el boxeo como deporte olímpico después de los Juegos Olímpicos de Verano de 2024, cuando expiren los acuerdos especiales de clasificación del COI: afirman específicamente que son la única federación internacional de boxeo que puede mantener el boxeo en los Juegos Olímpicos de Verano.

## Historia

### Alianza por una causa común
Varias federaciones nacionales de boxeo formaron la Common Cause Alliance (CCA) como parte de un esfuerzo por mantener el boxeo en el calendario de los Juegos Olímpicos de Verano a partir de la edición de 2024 en París.
La alianza fue formada a principios de 2022 por 18 federaciones. Exigía que la Asociación Internacional de Boxeo revelara sus tratos financieros con el gigante energético ruso Gazprom, determinara los efectos perjudiciales de la invasión de Ucrania en 2022 y que la AIB tomara medidas más enérgicas contra la Federación Rusa de Boxeo.
En mayo de 2022, el funcionario holandés Boris van der Vorst, que encabeza el grupo, fue declarado inelegible para desafiar al presidente en ejercicio de la AIB y al funcionario ruso Umar Kremlev en una elección. En septiembre de 2022, un congreso extraordinario de la AIB decidió no celebrar nuevas elecciones, lo que permitió a Kremlev conservar la presidencia. Para diciembre de 2022, el número de miembros de la Common Cause Alliance había aumentado a 25 federaciones.

### Formación de World Boxing
World Boxing se lanzó en abril de 2023 con una junta interina que incluye a funcionarios de las organizaciones miembros de Common Cause Alliance.
En agosto de 2024, el Comité Olímpico Internacional habría dicho que reconocería a World Boxing si conseguía al menos 50 miembros. El funcionario filipino Ricky Vargas dijo que el organismo ya tiene 51 países miembros.

## Naciones miembro
World Boxing tiene 111 naciones miembro, las cuales son las siguientes:
| África | América (CPB) | Asia (Asian Boxing) | Europa (European Boxing) | Oceanía                                                               |
| --- | --- | --- | --- | --------------------------------------------------------------------- |
| Argelia · Egipto · Gambia · Ghana · Madagascar · Malaui · Mauricio · Níger · Sierra Leona · Sudán · Uganda · | Argentina · Bahamas · Barbados · Bermudas · Brasil · Canadá · Chile · Colombia · Cuba · Dominica · Ecuador · Estados Unidos · Granada · Honduras · Islas Caimán · Islas Vírgenes de los Estados Unidos · Jamaica · México · Panamá · Perú · República Dominicana · Surinam · Trinidad y Tobago · Venezuela | Afganistán · Arabia Saudita · Bután · Camboya · China · Corea del Sur · EAU · Filipinas · Hong Kong · India · Indonesia · Irán · Irak · Japón · Jordania · Kazajistán · Kirguistán · Laos · Líbano · Macao · Malasia · Mongolia · Birmania · Nepal · Pakistán · Palestina · Singapur · Siria · Tailandia · China Taipéi · Turkmenistán · Uzbekistán · | Albania · Alemania · Andorra · Austria · Azerbaiyán · Bélgica · Bosnia y Herzegovina · Bulgaria · Croacia · Dinamarca · Escocia · Eslovaquia · España · Estonia · Finlandia · Francia · Gales · Georgia · Grecia · Hungría · Inglaterra · Irlanda · Islandia · Italia · Kosovo · Lituania · Montenegro · Noruega · Países Bajos · Polonia · República Checa · Rumania · Suecia · Suiza · Turquía · | Australia Fiyi Kiribati Nueva Zelanda Polinesia Francesa Samoa Tuvalu |

## Presidentes
- Boris van der Vorst ( Países Bajos) (2023–actualidad)